# عضرفوط شائع

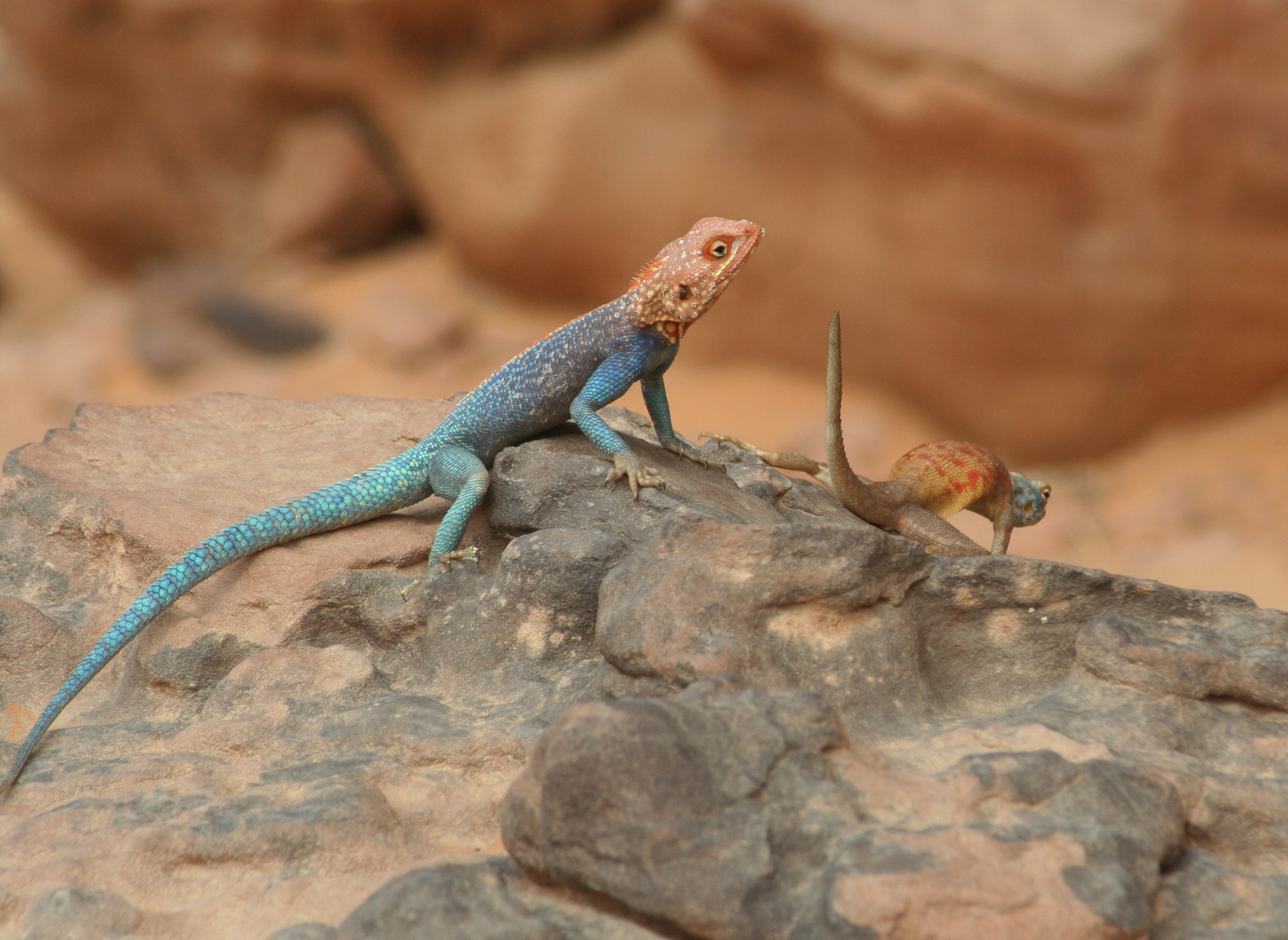
الذكر والأنثى، جبال أكاكوس - ليبيا

العضرفوط الشائع أو عضرفوط قوس قزح هو نوع من السحلية توجد في معظم أفريقيا جنوب الصحراء .
ويمكن رؤيته غالباً في الأيام الحارة، وفي موسم التكاتر حيث تظهر الذكور علامات ملونة بشكل كبير ويتحول الرأس والعنق والذيل إلى اللون البرتقالي الزاهي ويكون الأزرق الداكن للجسم، وخارج موسم التكاتر يكون لون الذكور بني عادي، أما الإناث غير البالغة فهي غامقة اللون بشكل كبير، هذه السحلية يمكن العثور عليها متسلقة على الصخور والجدران ومصدرها الأساسي من الغذاء هو الحشرات.
الذكور لديهم منطقة صغيرة أو متوسطة من الأرض يدافعون عنها ضد الذكور الناضجة الأخرى، أما الإناث غير البالغة فهم يقيمون داخل تلك المناطق بدون منازع، وعندما تشتبك الذكور تصبح حركاتها عند مواجهة بعضها البعض الإيماءة بالرأس بقوة وتقوس نفسها وتقفز جانبياً وتشتبك بذيولها.

## معرض صور

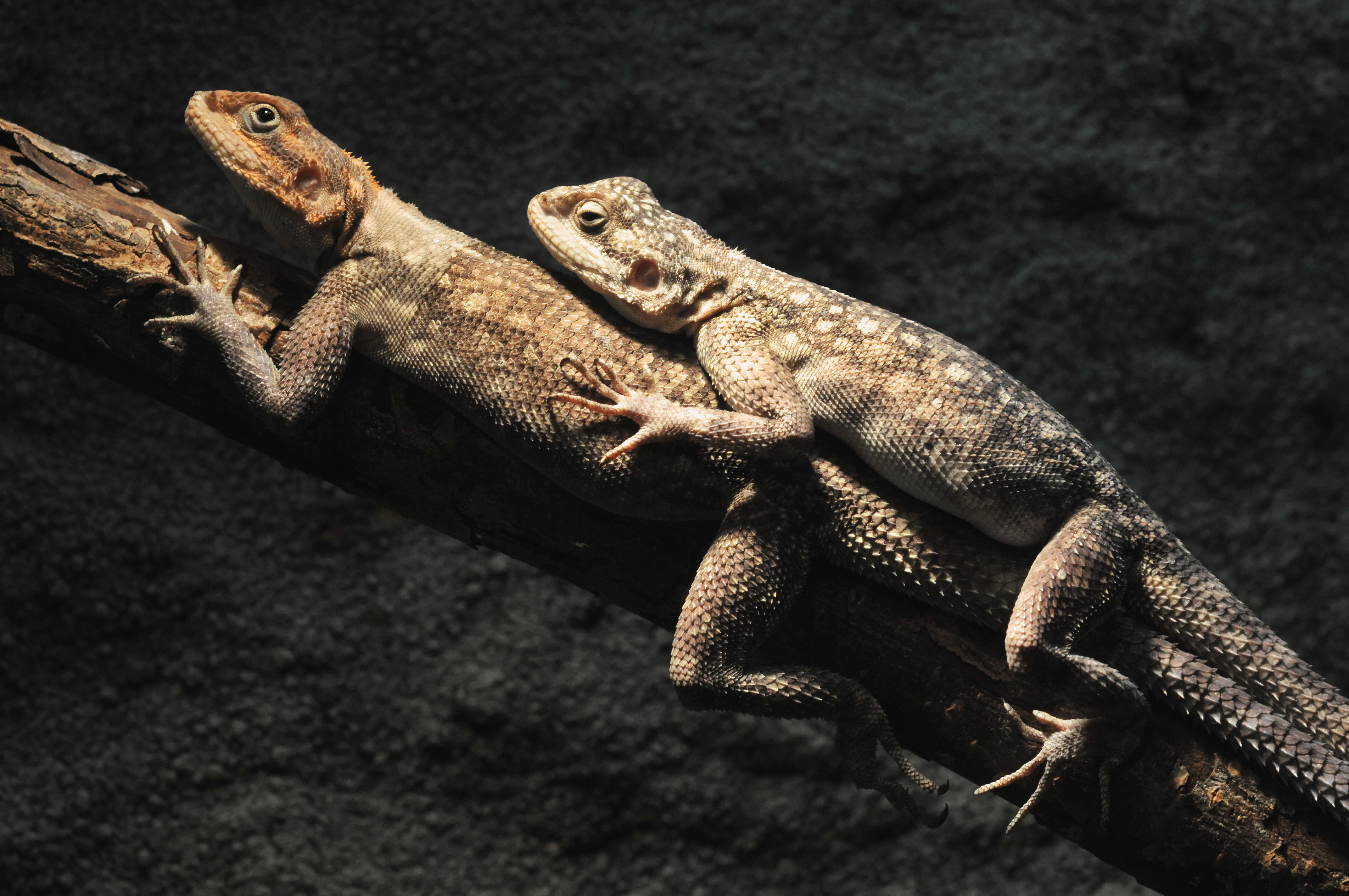
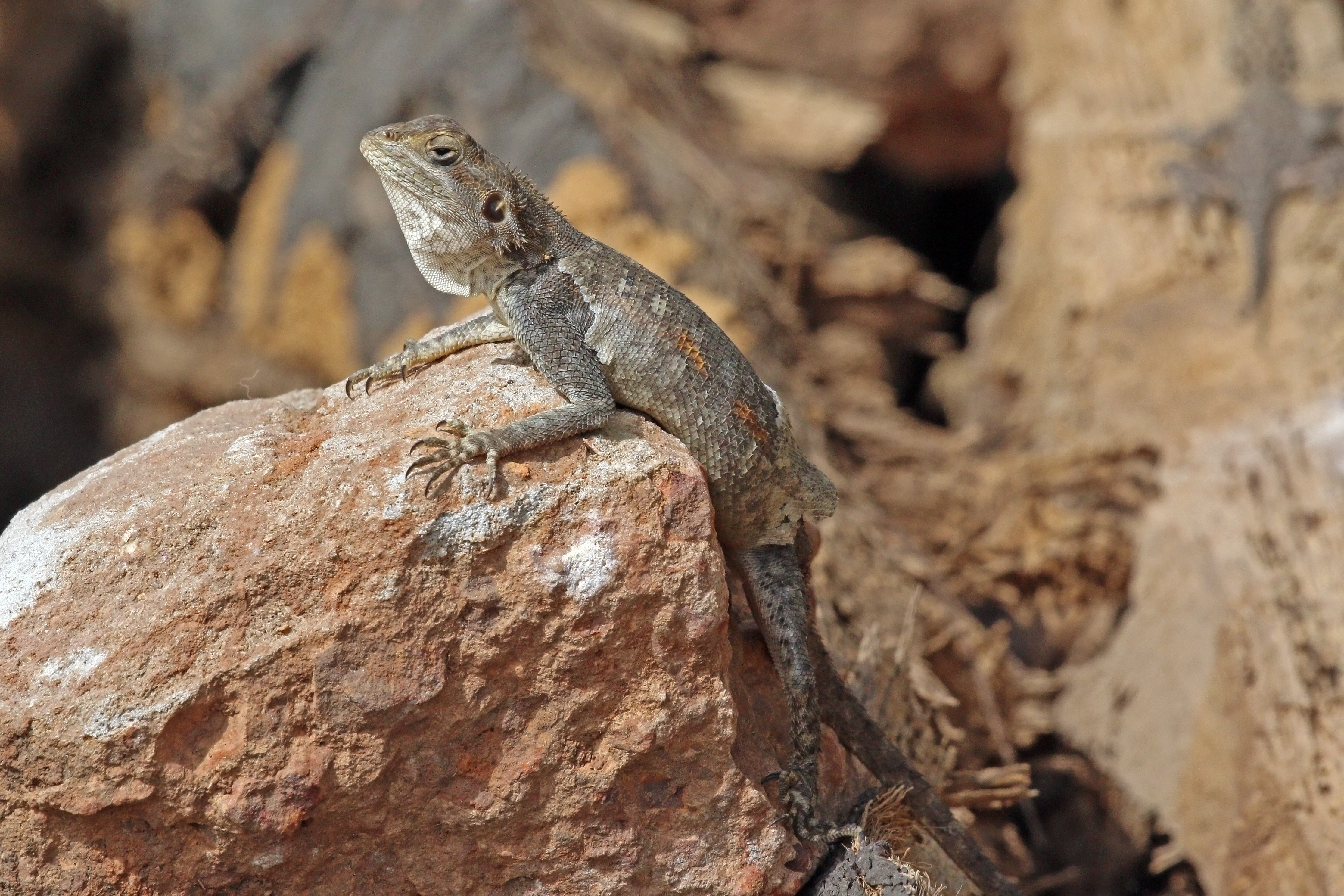
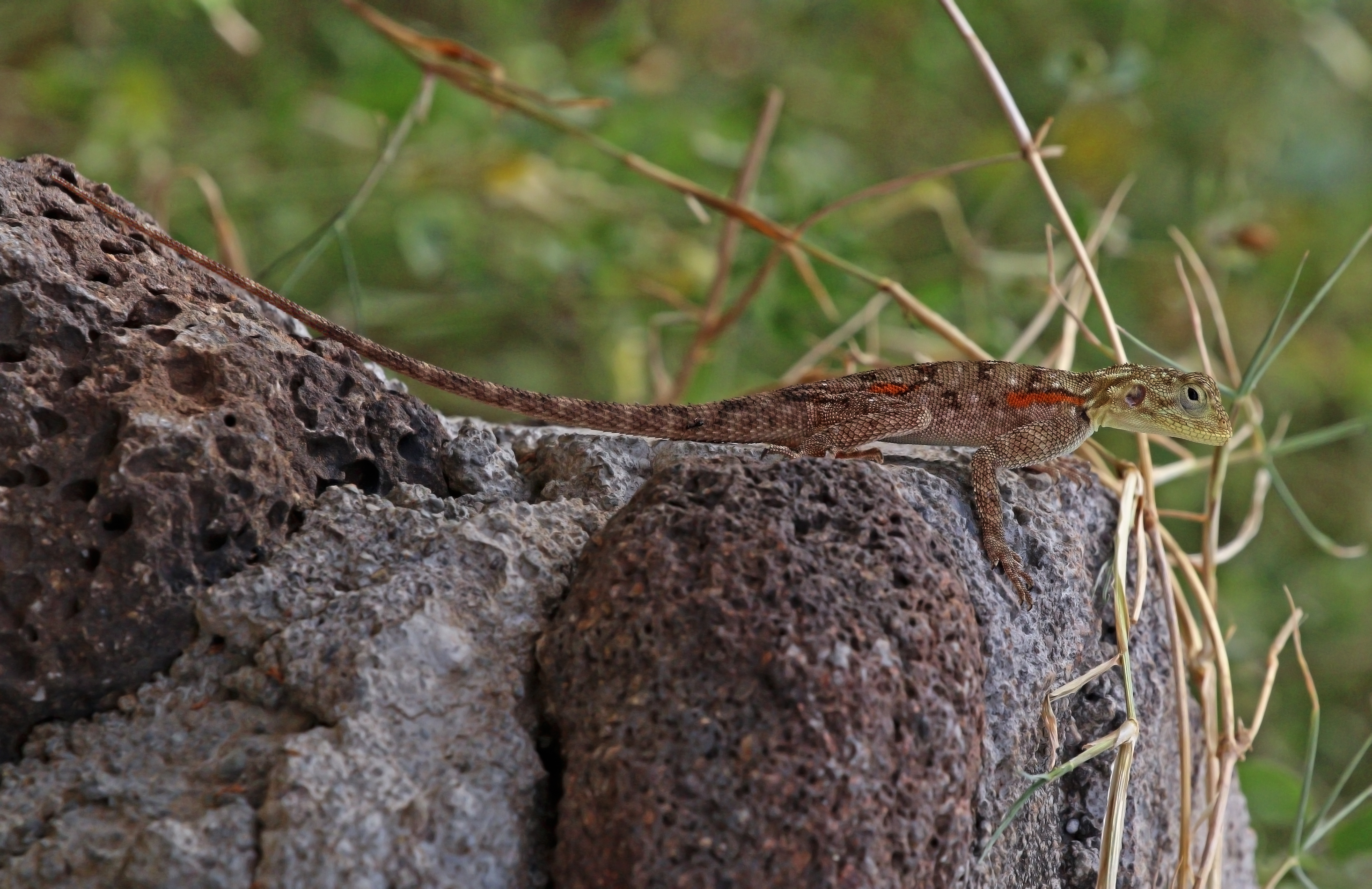
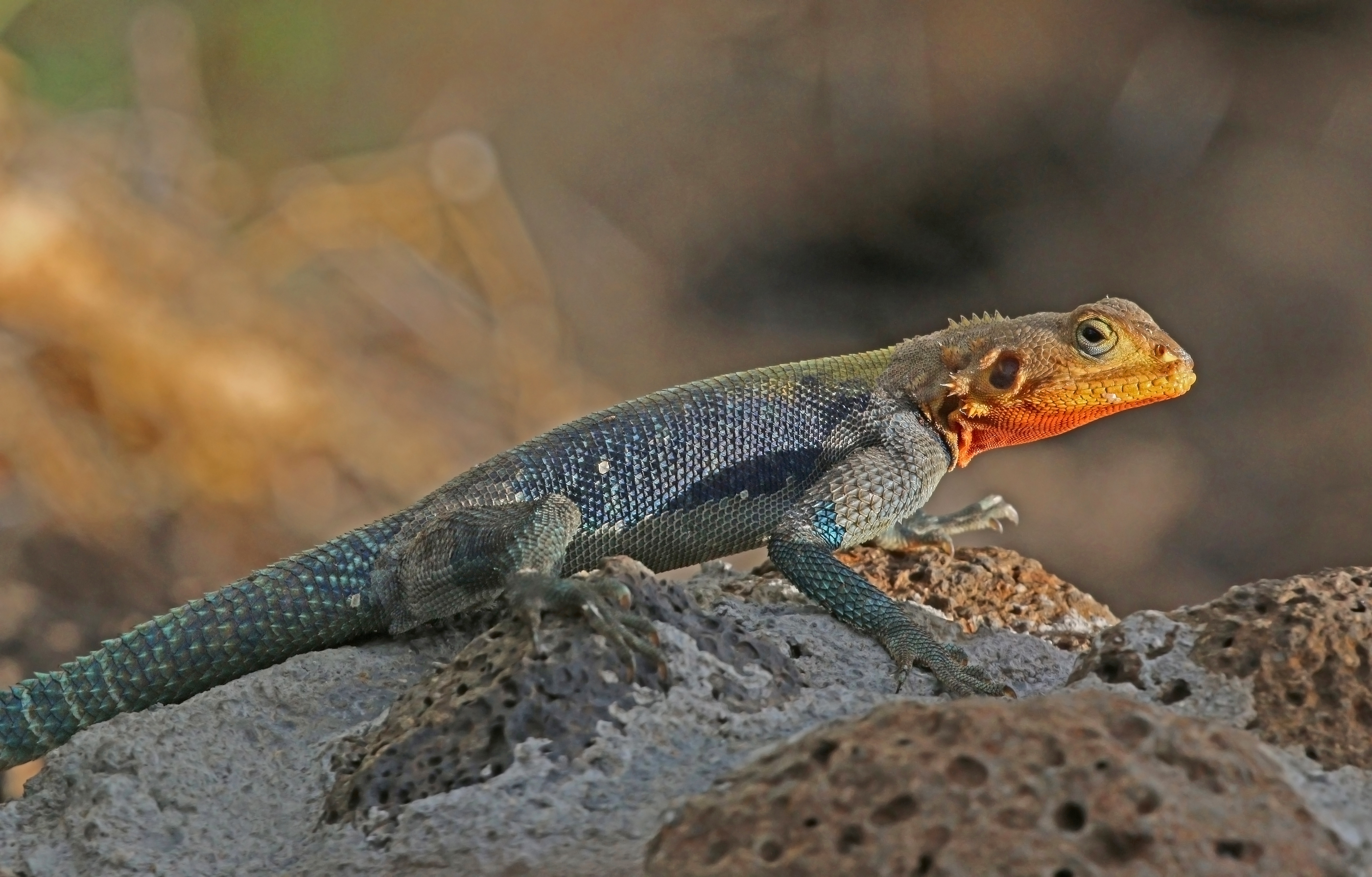